# Liste der Opern von Giovanni Pacini

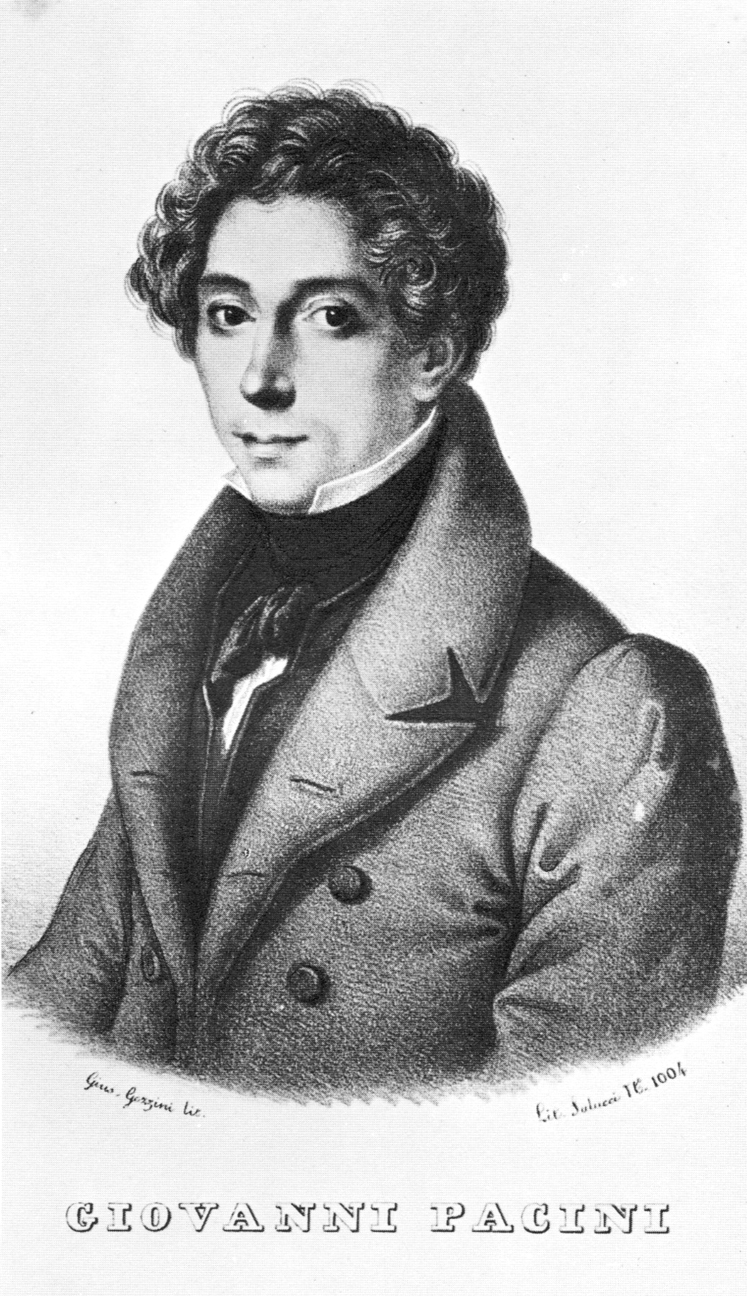
Giovanni Pacini

Dies ist eine vollständige Liste der Opern von Giovanni Pacini (1796–1867).

## Liste
| Titel | Genre                        | Akte                    | Libretto                                                                        | Uraufführung                                                                                | Ort, Theater                                       |
| --- | ---------------------------- | ----------------------- | ------------------------------------------------------------------------------- | ------------------------------------------------------------------------------------------- | -------------------------------------------------- |
| Don Pomponio | opera buffa                  |                         |                                                                                 | komponiert 1813, aber nicht aufgeführt                                                      |                                                    |
| Annetta e Lucindo                                                                                                | farsa comica                 | 1 Akt                   | Francesco Marconi                                                               | 17. Oktober 1813                                                                            | Mailand, Teatro San Radegonda                      |
| La ballerina raggiratrice                                                                                        | opera buffa                  |                         |                                                                                 | Frühling 1814                                                                               | Florenz, Teatro della Pergola                      |
| L’ambizione delusa                                                                                               | dramma buffo per musica      | 2 Akte                  | Giuseppe Palomba                                                                | Ostern 1814                                                                                 | Florenz, Teatro della Pergola                      |
| L’escavazione del tesoro                                                                                         | farsa                        | 1 Akt                   | Francesco Marconi                                                               | 18. Dezember 1814                                                                           | Pisa                                               |
| Gli sponsali de’ silfi                                                                                           | commedia per musica          | 2 Akte                  | Francesco Marconi                                                               | 1814–15                                                                                     | Mailand, Teatro de’ Filodrammatici                 |
| Bettina vedova (Il seguito di Ser Marcantonio)                                                                   | dramma giocoso               | 2 Akte                  | Angelo Anelli                                                                   | Frühling 1815                                                                               | Venedig, Teatro San Moisè                          |
| La Rosina | farsa                        | 1 Akt                   | Giuseppe Palomba                                                                | Sommer 1815                                                                                 | Florenz, Teatro alla Pergola                       |
| L’ingenua | farsa                        | 1 Akt                   | Francesco Marconi                                                               | 4. Mai 1816                                                                                 | Venedig, Teatro San Benedetto                      |
| Il matrimonio per procura                                                                                        | dramma giocoso               | 1 Akt                   | Giordano Scannamusa und Angelo Anelli                                           | 2. Januar 1817                                                                              | Mailand, Teatro Rè                                 |
| Dalla beffa il disinganno, ossia La poetessa (Revision als Il carnevale di Milano)                               | dramma buffo                 | 1 Akt                   | Gasparo Scopabirbe und Angelo Anelli                                            | 1816–1817, Revision 23. Februar 1817                                                        | Mailand, Teatro Rè                                 |
| Piglia il mondo come viene                                                                                       | dramma giocoso               | 2 Akte                  | Angelo Anelli                                                                   | 28. Mai 1817                                                                                | Mailand, Teatro Rè                                 |
| Adelaide e Comingio (auch: Isabella e Florange, Il comingio, Comingio pittore)                                   | melodramma semiserio         | 2 Akte                  | Gaetano Rossi                                                                   | 30. Dezember 1817                                                                           | Mailand, Teatro Rè                                 |
| Atala | azione drammatica            | 3 Akte                  | Antonio Peracchi nach Chateaubriand                                             | Juni 1818                                                                                   | Padua, Teatro Nuovo                                |
| Gl’illinesi | opera seria                  |                         | Felice Romani                                                                   | komponiert 1818, aber nicht aufgeführt                                                      |                                                    |
| Il barone di Dolsheim (auch als: Federico II re di Prussia, Il barone di Felcheim, La colpa emendata dal valore) | melodramma (opera semiseria) | 2 Akte                  | Felice Romani nach Pigault Le Brun                                              | 23. September 1818, mit Raniero Remorini, Violante Camporesi u. a.                          | Mailand, Teatro alla Scala                         |
| La sposa fedele                                                                                                  | melodramma semiserio         | 2 Akte                  | Gaetano Rossi                                                                   | 14. Januar 1819, mit Raniero Remorini, Domenico Ronconi u. a.                               | Venedig, Teatro San Benedetto                      |
| Il falegname di Livonia                                                                                          | melodramma                   | 2 Akte                  | Felice Romani nach Alexandre-Vincent Pineux Duval                               | 12. April 1819, mit Francesca Festa Maffei, Raniero Remorini, Gaetano Crivelli u. a.        | Mailand, Teatro alla Scala                         |
| Vallace, o L’eroe scozzese (auch: Odoardo I re d'Inghilterra)                                                    | melodramma serio             | 2 Akte                  | Felice Romani                                                                   | 14. Februar 1820                                                                            | Mailand, Teatro alla Scala                         |
| La sacerdotessa d’Irminsul                                                                                       | dramma eroico                | 2 Akte                  | Felice Romani                                                                   | 11. Mai 1820, u. a. mit Giovanni Battista Velluti                                           | Triest, Teatro Grande                              |
| La schiava in Bagdad, ossia Il papucciajo                                                                        | dramma giocoso               | 2 Akte                  | Vincenzo Pezzi                                                                  | 28. Oktober 1820, u. a. mit Giuditta Pasta, L. Pacini                                       | Turin, Teatro Carignano                            |
| La gioventù di Enrico V (auch: La bella tavernara, ossia Le avventure d’una notte)                               | melodramma giocoso           | 2 Akte                  | Filippo Tarducci                                                                | 26. Dezember 1820                                                                           | Rom, Teatro Valle                                  |
| Cesare in Egitto                                                                                                 | melodramma eroico            | 2 Akte                  | Jacopo Ferretti                                                                 | 26. Dezember 1821, mit Ester Mombelli und Domenico Donzelli                                 | Rom, Teatro Argentina                              |
| La vestale | melodramma serio             | 2 Akte                  | Luigi Romanelli nach Victor-Joseph Étienne de Jouy                              | 6. Februar 1823, mit Teresa Belloc, Isabella Fabbrica und Luigi Lablache                    | Mailand, Teatro alla Scala                         |
| Temistocle | opera seria                  | 2 Akte                  | Pietro Anguillesi nach Metastasio                                               | 23. August 1823, mit Rosmunda Pisaroni und Nicola Tacchinardi                               | Lucca, Teatro del Giglio                           |
| Isabella ed Enrico                                                                                               | melodramma semiserio         | 2 Akte                  | Luigi Romanelli                                                                 | 12. Juni 1824                                                                               | Mailand, Teatro alla Scala                         |
| Alessandro nelle Indie                                                                                           | dramma per musica            | 2 Akte                  | Giovanni Schmidt nach Metastasio                                                | 29. September 1824, mit Adelaide Tosi, Caterina Liparini und Andrea Nozzari                 | Neapel, Teatro San Carlo                           |
| Amazilia | dramma per musica            | 1 Akt                   | Giovanni Schmidt                                                                | 6. Juli 1825, mit Joséphine Fodor-Mainvielle, Luigi Lablache u. a.                          | Neapel, Teatro San Carlo                           |
| L’ultimo giorno di Pompei                                                                                        | dramma per musica            | 2 Akte                  | Andrea Leone Tottola                                                            | 19. November 1825, u. a. mit Adelaide Tosi, Giovanni David, Luigi Lablache                  | Neapel, Teatro San Carlo                           |
| La gelosia corretta                                                                                              | melodramma semiserio         | 3 Akte                  | Luigi Romanelli                                                                 | 27. März 1826                                                                               | Mailand, Teatro alla Scala                         |
| Niobe | dramma eroico mitologico     | 2 Akte                  | Andrea Leone Tottola                                                            | 19. November 1826, mit Giuditta Pasta, Carolina Ungher, Luigi Lablache u. a.                | Neapel, Teatro San Carlo                           |
| Gli arabi nelle Gallie, ossia Il trionfo della fede (1855 revidiert als: L’ultimo dei clodovei)                  | melodramma serio             | 2 Akte                  | Luigi Romanelli nach Charles-Victor Prévost d'Arlincourt                        | 8. März 1827, u. a. mit Brigida Lorenzani, Stefania Favelli und Giovanni David              | Mailand, Teatro alla Scala                         |
| Margherita regina d'Inghilterra (auch: Margherita d'Anjou)                                                       | dramma per musica            | 2 Akte                  | Andrea Leone Tottola                                                            | 19. November 1827, u. a. mit Adelaide Tosi, Luigi Lablache                                  | Neapel, Teatro San Carlo                           |
| I cavalieri di Valenza                                                                                           | melodramma tragico           | 2 Akte                  | Gaetano Rossi                                                                   | 11. Juni 1828, mit Henriette Méric-Lalande, Carolina Ungher u. a.                           | Mailand, Teatro alla Scala                         |
| I crociati a Tolemaide, ossia Malek-Adel (auch: La morte di Malek-Adel)                                          | melodramma serio             | 2 Akte                  | Calisto Bassi                                                                   | 13. November 1828, mit Violante Camporesi, Rosa Mariani u. a.                               | Triest, Teatro Grande                              |
| Il talismano, ovvero La terza crociata in Palestina                                                              | melodramma storico           | 3 Akte                  | Gaetano Barbieri nach Walter Scott                                              | 10. Juni 1829, mit Giovanni Battista Rubini, Antonio Tamburini                              | Mailand, Teatro alla Scala                         |
| I fidanzati, ossia Il contestabile di Chester                                                                    | melodramma romantico         | 3 Akte                  | Domenico Gilardoni nach Walter Scott                                            | 19. November 1829, mit Adelaide Tosi, Luigia Boccabadati, Luigi Lablache                    | Neapel, Teatro San Carlo                           |
| Giovanna d’Arco                                                                                                  | azione drammatica musicale   | Introduzione und 4 Akte | Gaetano Barbieri nach Friedrich Schiller                                        | 14. März 1830                                                                               | Mailand, Teatro alla Scala                         |
| Il corsaro | melodramma romantico         | 2 Akte                  | Jacopo Ferretti nach Lord Byron                                                 | 15. Januar 1831, mit Rosa Mariani, Marietta Albini u. a.                                    | Rom, Teatro Apollo                                 |
| Il rinnegato portoghese (auch: Gusmano d'Almayda)                                                                | opera seria                  |                         | Luigi Romanelli                                                                 | komponiert 1831, aber nicht aufgeführt                                                      |                                                    |
| Ivanhoe | melodramma                   | 2 Akte                  | Gaetano Rossi nach Walter Scott                                                 | 19. März 1832, mit Giuditta Grisi, Anna del Sere, Domenico Cosselli                         | Venedig, Teatro La Fenice                          |
| Don Giovanni Tenorio, o Il convitato di pietra                                                                   | opera buffa                  | 2 Akte                  | Giovanni Bertati nach Tirso de Molina                                           | 1832                                                                                        | Viareggio, Privataufführung in der Casa Belluomini |
| Gli elvezi, ovvero Corrado di Tochemburgo                                                                        | melodramma                   | 2 Akte                  | Gaetano Rossi                                                                   | 12. Januar 1833                                                                             | Neapel, Teatro San Carlo                           |
| Fernando duca di Valenza                                                                                         | melodramma                   | 1 Akt                   | Paolo Pola                                                                      | 30. Mai 1833                                                                                | Neapel, Teatro San Carlo                           |
| Irene, o L’assedio di Messina                                                                                    | tragedia lirica              | 3 Akte                  | Gaetano Rossi                                                                   | 30. November 1833, mit Maria Malibran, Giovanni David, Domenico Reina, Luigi Lablache u. a. | Neapel, Teatro San Carlo                           |
| Carlo di Borgogna                                                                                                | melodramma romantico         | 3 Akte                  | Gaetano Rossi                                                                   | 21. Februar 1835, mit Henriette Méric-Lalande, Giuditta Grisi und Domenico Donzelli         | Venedig, Teatro La Fenice                          |
| La foresta d’Hermanstadt                                                                                         | opera buffa                  |                         | Unbekannt                                                                       | 1839                                                                                        | Viareggio, Privataufführung                        |
| Furio Camillo | melodramma tragico           | 3 Akte                  | Jacopo Ferretti                                                                 | 26. Dezember 1839, mit Carolina Ungher, Domenico Donzelli u. a.                             | Rom, Teatro Apollo                                 |
| Saffo | tragedia lirica              | 3 Teile                 | Salvadore Cammarano nach Pietro Beltrame                                        | 29. November 1840, u. a. mit Francilla Pixis, Gaetano Fraschini und Gian-Orazio Cartagenova | Neapel, Teatro San Carlo                           |
| L’uomo del mistero                                                                                               | melodramma semiserio         | 2 Akte                  | Domenico Andreotti nach Walter Scott                                            | 9. November 1841                                                                            | Neapel, Teatro Nuovo                               |
| Il duca d’Alba (auch: Adolfo di Werbel)                                                                          | tragedia lirica              | 2 Akte                  | Giovanni Peruzzini und Francesco Maria Piave                                    | 26. Februar 1842                                                                            | Venedig, Teatro La Fenice                          |
| La fidanzata corsa                                                                                               | melodramma tragico           | 3 Akte                  | Salvadore Cammarano nach Prosper Mérimée                                        | 10. Dezember 1842, u. a. mit Eugenia Tadolini, Gaetano Fraschini und Giovanni Basadonna     | Neapel, Teatro San Carlo                           |
| Maria, regina d’Inghilterra                                                                                      | tragedia lirica              | 3 acts                  | Leopoldo Tarantini nach Victor Hugo                                             | 11. Februar 1843, mit Antonietta Marini und Nicola Ivanoff                                  | Palermo, Teatro Carolino                           |
| Medea (revidiert für Vicenza 1845)                                                                               | melodramma tragico           | 3 Akte                  | Benedetto Castiglia nach Euripides                                              | 28. November 1843                                                                           | Palermo, Teatro Carolino                           |
| Luisetta, ossia La cantatrice del molo di Napoli                                                                 | dramma giocoso               | 2 Akte                  | Leopoldo Tarantini                                                              | 13. Dezember 1843                                                                           | Neapel, Teatro Nuovo                               |
| L’ebrea | dramma lirico                | 3 Akte                  | Giacomo Sacchero nach Eugène Scribes Libretto für La juive von Fromental Halévy | 27. Februar 1844                                                                            | Mailand, Teatro alla Scala                         |
| Lorenzino de’ Medici (Revision als: Rolandino di Torresmondo)                                                    | tragedia lirica              | 2 Akte                  | Francesco Maria Piave nach Alexandre Dumas d. Ä.                                | 4. März 1845                                                                                | Venedig, Teatro La Fenice                          |
| Bondelmonte (auch Buondelmonte)                                                                                  | tragedia lirica              | 3 Akte                  | Salvadore Cammarano nach Voltaire                                               | 18. Juni 1845                                                                               | Florenz, Teatro alla Pergola                       |
| Stella di Napoli                                                                                                 | dramma lirico                | 3 Akte                  | Salvadore Cammarano                                                             | 11. Dezember 1845, mit Eugenia Tadolini                                                     | Neapel, Teatro San Carlo                           |
| La regina di Cipro                                                                                               | dramma lirico                | 4 Akte                  | Francesco Guidi                                                                 | 7. Februar 1846, u. a. mit Erminia Frezzolini                                               | Turin, Teatro Regio                                |
| Merope | tragedia lirica              | 3 Akte                  | Salvadore Cammarano nach Vittorio Alfieri und Voltaire                          | 25. November 1847                                                                           | Neapel, Teatro San Carlo                           |
| Ester d’Engaddi                                                                                                  | dramma tragico               | 3 Akte                  | Francesco Guidi nach Silvio Pellico                                             | 1. Februar 1848                                                                             | Turin, Teatro Regio                                |
| Allan Cameron | melodramma                   | 4 Akte                  | Francesco Maria Piave                                                           | 18. März 1848                                                                               | Venedig, Teatro La Fenice                          |
| L’orfana svizzera                                                                                                | opera semiseria              |                         | Francesco Rubino                                                                | 1848                                                                                        | Neapel, Teatro del Fondo                           |
| Zaffira, o La riconciliazione                                                                                    | melodramma lirico            | 3 Akte                  | Achille de Lauzières                                                            | 15. November 1851                                                                           | Neapel, Teatro Nuovo                               |
| Malvina di Scozia                                                                                                | tragedia lirica              | 3 Akte                  | Salvadore Cammarano nach Inès de Castro von Antoine Houdar de la Motte          | 27. Dezember 1851                                                                           | Neapel, Teatro San Carlo                           |
| L’assedio di Leida (auch bekannt als Elnava)                                                                     | opera seria                  |                         |                                                                                 | komponiert 1852 (?), aber nicht aufgeführt                                                  |                                                    |
| Rodrigo di Valenza                                                                                               | opera seria                  |                         |                                                                                 | komponiert für den Karneval 1852–1853, aber nicht aufgeführt                                |                                                    |
| Il Cid | tragedia lirica              | 3 Akte                  | Achille de Lauzières nach Pierre Corneille                                      | 12. März 1853                                                                               | Mailand, Teatro alla Scala                         |
| Lidia di Brabante                                                                                                | melodramma                   | 3 Akte                  | Cesare Perrini nach Massimo d’Azeglios Niccolò de’ Lapi                         | 1853                                                                                        | Palermo, Teatro Carolino                           |
| Romilda di Provenza                                                                                              | tragedia lirica              | 3 Akte                  | Gaetano Micci                                                                   | 8. Dezember 1853                                                                            | Neapel, Teatro San Carlo                           |
| La donna delle isole                                                                                             | opera seria                  | 3 Akte                  | Francesco Maria Piave                                                           | für den Karneval 1853–1854, aber nicht aufgeführt                                           |                                                    |
| La punizione | opera seria                  |                         | Giuseppe Cencetti und Cesare Perrini                                            | 8. März 1854                                                                                | Venedig, Teatro La Fenice                          |
| Margherita Pusterla                                                                                              | melodramma                   | 2 Akte                  | Domenico Bolognese nach Cesare Cantù                                            | 25. Februar 1856                                                                            | Neapel, Teatro San Carlo                           |
| I portoghesi nel Brasile                                                                                         | opera seria                  |                         | Achille de Lauzières                                                            | komponiert 1856, aber nicht aufgeführt ?                                                    | für Rio de Janeiro, Teatro Italiano                |
| Il saltimbanco                                                                                                   | dramma lirico                | 3 Akte                  | Giuseppe Checchetelli                                                           | 24. Mai 1858                                                                                | Rom, Teatro Argentina                              |
| Lidia di Bruxelles                                                                                               | opera seria                  | 3 Akte                  | Cesare Perrini nach Massimo D’Azeglios Niccolò de’ Lapi                         | 21. Oktober 1858                                                                            | Bologna, Teatro Comunale                           |
| Gianni di Nisida                                                                                                 | dramma lirico                | 4 Akte                  | Giuseppe Checchetelli                                                           | 29. Oktober 1860                                                                            | Rom, Teatro Argentina                              |
| Il mulattiere di Toledo                                                                                          | commedia lirica              | 5 Akte                  | Giuseppe Cencetti                                                               | 25. Mai 1861                                                                                | Rom, Teatro Apollo                                 |
| Belfagor | melodramma fantastico        | Prolog und 4 Akte       | Antonio Lanari nach Niccolò Machiavelli                                         | 1. Dezember 1861                                                                            | Florenz, Teatro alla Pergola                       |
| Carmelita | opera seria                  | 3 Akte                  | Francesco Maria Piave nach Alexandre Dumas, père                                | komponiert 1863, aber nicht aufgeführt                                                      |                                                    |
| Don Diego di Mendoza                                                                                             | opera fantastica             | 3 Akte                  | Francesco Maria Piave nach Alexandre Dumas, père                                | 12. Januar 1867                                                                             | Venedig, Teatro La Fenice                          |
| Berta di Varnol                                                                                                  | dramma lirico                | 3 Akte                  | Francesco Maria Piave                                                           | 6. April 1867                                                                               | Neapel, Teatro San Carlo                           |
| Niccolò de’ Lapi                                                                                                 | melodramma tragico           | 3 Akte                  | Cesare Perrini nach Massimo D’Azeglios Niccolò de’ Lapi                         | 29. Oktober 1873                                                                            | Florenz, Teatro Pagliano                           |

## Zweifelhafte Zuschreibungen an Pacini
- La chiarina (Karneval 1815–1816, Teatro San Moisè, Venedig) [möglicherweise Verwechslung mit einem Werk von Giuseppe Farinelli]
- I virtuosi di teatro (1817 Privataufführung, Venedig) [möglicherweise von Giovanni Simone Mayr]
- La bottega di caffè (1817 Privataufführung, Venedig) [wahrscheinlich von Francesco Gardi]